# Prima guerra del nord
La prima guerra del nord, anche detta guerra di Livonia, fu un conflitto combattuto dal 1558 al 1583 dal Regno russo contro una coalizione che non agì mai, salvo casi ristrettissimi, in maniera congiunta e composta dalla Confederazione polacco-lituana, dal Regno di Danimarca e Norvegia e dall'Impero svedese per l'ottenimento della supremazia nel Mar Baltico (dominium maris Baltici). Il conflitto scoppiò quando l'esercito russo invase la Livonia, una regione le cui coste (oggi in gran parte territorialmente comprese nella Lettonia) avevano un valore strategico, in quanto luogo di transito delle fiorenti rotte commerciali che collegavano il Baltico all'estremo est europeo.
Il conflitto si aprì con varie vittorie per i russi, i quali erano riusciti a prevalere sull'Ordine di Livonia, scioltosi nel 1561, e il cui Stato successore, il Ducato di Curlandia e Semigallia, era volontariamente divenuto un vassallo della Confederazione polacco-lituana. Le ostilità non proseguirono in maniera ininterrotta, ma furono per diverse volte bloccate da tregue stipulate dalle varie potenze belligeranti. Tra il 1562 e il 1570 le operazioni militari si diradarono, anche per via delle difficoltà economiche e di politica interna insorte in Russia nel 1565 per via della rivolta dei boiardi (instaurazione dell'Opričnina). Mentre i suoi nemici cercavano di adoperarsi per riconquistare i territori perduti, lo zar Ivan IV dovette fronteggiare l'invasione dei tatari di Crimea, che il 24 maggio 1571 incendiarono Mosca e resero decisamente complessa la positiva prosecuzione della guerra per la Russia. Nel 1570 circa, al fine di gestire meglio quanto acquisito sul campo di battaglia, fu costituito dai russi il Regno di Livonia, il quale nella sostanza era uno Stato vassallo di Mosca. Nel corso degli anni Settanta del Cinquecento, le lotte nella regione baltica si susseguirono in maniera frequente, risultando caratterizzate da episodi di grande violenza e brutalità ad opera di entrambi gli schieramenti.
Il Regno di Livonia rimase in essere fino al 1578, anno in cui Magnus di Livonia, il nobile danese che lo stava amministrando con l'approvazione di Mosca, fu destituito da Ivan IV perché gli disobbediva. Negli anni successivi la Confederazione polacco-lituana, allo stesso modo della Svezia, seppe organizzare un'efficace controffensiva che respinse i russi da gran parte della Livonia, sia pur al prezzo di numerose perdite. Le ostilità cessarono solo il 15 gennaio 1582, quando fu siglato l'armistizio di Jam Zapolski tra la Polonia-Lituania e la Russia. Ai sensi di quest'intesa, Ivan IV rinunciava al possesso della Livonia e la restituiva ai polacco-lituani, riottenendo però al contempo alcuni territori che aveva conquistato tra il 1579 e il 1581 su approvazione del re polacco Stefano I Báthory. È possibile che questa concessione fosse stata favorita dalla rinuncia all'assedio polacco-lituano della città di Pskov, trascinatosi per più mesi verso l'ultimissima fase del conflitto.
In virtù della pace di Pljussa del 10 agosto 1583, stipulata dalla Russia e dalla Svezia, a quest'ultima veniva riconosciuto il possesso di alcuni territori che si affacciano sul Golfo di Finlandia, ovvero le province dell'Estonia, dell'Ingria e della Livonia svedese. Il conflitto non placò comunque gli animi di chi desiderava ancora conquistare la Livonia, come per esempio la Russia, o di chi voleva espandere i propri possedimenti sulle coste baltiche, come nel caso della Svezia. Le dispute territoriali sulla Livonia si trascinarono, sia pur con varie interruzioni, addirittura fino alla grande guerra del Nord del 1700-1721, quando la regione finì definitivamente nell'orbita russa.

## Antefatti

### La Livonia prebellica
Arcidiocesi di Riga
     Diocesi di Curlandia
     Diocesi di Dorpat
     Diocesi di Ösel-Wiek
     Possedimenti dell'ordine di Livonia
     Zona contesa tra ordine di Livonia e arcidiocesi di Riga

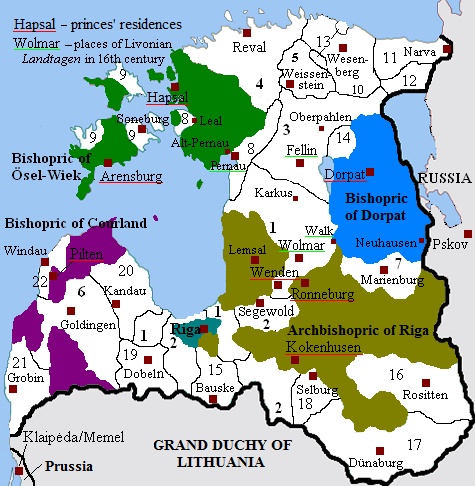
La situazione politica della Livonia nel 1534:
Arcidiocesi di Riga
Diocesi di Curlandia
Diocesi di Dorpat
Diocesi di Ösel-Wiek
Possedimenti dell'ordine di Livonia
Zona contesa tra ordine di Livonia e arcidiocesi di Riga

Nella prima metà del XV secolo, la Terra Mariana, una regione economicamente prospera compresa nei confini delle moderne Lettonia ed Estonia, era stata riorganizzata a livello amministrativo e convertita nella Confederazione livoniana. I territori venivano gestiti dai Cavalieri di Livonia, un ordine religioso cavalleresco formalmente sottoposto all'Ordine teutonico, dal vescovado di Dorpat, di Ösel-Wiek, nonché, in Curlandia, dall'Arcidiocesi di Riga e dalla città di Riga. Oltre a quest'ultima, le città di Dorpat e Reval (Tallinn), così come altre fortezze, godevano di uno di status particolare che consentiva loro di regolarsi in modo quasi indipendente. Le istituzioni principali, col tempo, divennero assemblee comuni che si tenevano regolarmente ed erano noti come landtag. Il potere doveva essere equamente ripartito tra clero e Ordine; tuttavia, nacquero spesso contrasti, in particolare per il predominio su Riga, un prospero porto situato in una posizione geograficamente favorevole. Nel 1500, dopo secoli di acredini, emerse una nuova spaccatura, stavolta in campo religioso, riguardante la diffusione del luteranesimo. Tra il 1520 e il 1550, la Riforma aveva attecchito in maniera capillare negli odierni Paesi baltici; chiamato a prendere posizione, l'Ordine di Livonia (nel frattempo distaccatosi dai teutonici e divenuto autonomo) si dimostrò sostanzialmente tollerante, rimanendo dal canto suo fedele al cattolicesimo. Per via delle numerose guerre e delle lotte intestine scatenatesi per il potere, la Livonia si scoprì improvvisamente debole, oltre che priva di adeguate difese e alleati stranieri che potessero supportarla in caso di attacco. Ad inguaiare un quadro che sembrava già compromesso si aggiunsero il Granducato di Lituania e il Granducato di Mosca, che intendevano perseguire politiche espansionistiche a scapito dell'ordine cavalleresco. Lo storico inglese Robert I. Frost ha dichiarato a proposito di questa instabilità: «Spossata da liti interne e minacciata da macchinazioni politiche degli Stati confinanti, la Livonia non appariva assolutamente in grado di resistere a un attacco [straniero]».
Il Landmeister (Gran maestro) dell'Ordine, assieme ai feudatari che presidiavano le fortezze livoniane, apparteneva a una nobiltà assai gelosa dei propri privilegi e che contrastava la formazione di una borghesia che potesse aspirare a un maggiore ruolo sociale. Anche il clero si contraddistingueva per un certo immobilismo e si preoccupò sempre di difendere i propri interessi, piuttosto che tutelare le rivendicazioni degli altri. Rispettivamente nel 1539 e nel 1555, Guglielmo di Brandeburgo fu nominato arcivescovo di Riga e Cristoforo di Meclemburgo suo coadiutore grazie all'intervento di suo fratello Alberto di Hohenzollern, ultimo Hochmeister (Gran maestro) prussiano che aveva secolarizzato lo Stato monastico dei cavalieri teutonici e che nel 1525 si era proclamato duca di Prussia. Guglielmo e Cristoforo intesero perseguire gli interessi di Alberto in Livonia, compresa l'istituzione di un ducato livoniano ereditario ispirato al modello prussiano. Tuttavia, a differenza di Alberto, l'Ordine intendeva ristabilirsi in Prussia (Rekuperation), motivo per cui si oppose alla prospettiva di una secolarizzazione della Livonia e alla creazione di un ducato ereditario.

### Aspirazioni delle potenze limitrofe
Quando iniziò la guerra di Livonia, la Lega anseatica aveva già perso il monopolio sui proficui e prosperi commerci intrattenuti nel Mar Baltico. A causarne il declino fu l'inserimento nel mercato di flotte mercenarie europee, in particolare dai Paesi Bassi asburgici e dalla Francia. Le navi anseatiche si dimostrarono non in grado di competere con quelle da guerra delle potenze occidentali. Poiché la Lega non si rivelò capace di allestire una flotta adeguata a causa del negativo andamento dei commerci, le città livoniane che ne facevano parte (Riga, Reval e Narva) rimasero prive di tutele sufficienti. La marina della Danimarca-Norvegia, la più potente del Baltico, controllava l'Öresund, l'ingresso principale verso le acque orientali del Baltico. Oltre al controllo sulle dogane situate in quella zona, le quali riscuotevano dei dazi sulle imbarcazioni che transitavano, la Danimarca-Norvegia deteneva il possesso di isole strategicamente importanti quali Bornholm e Gotland.

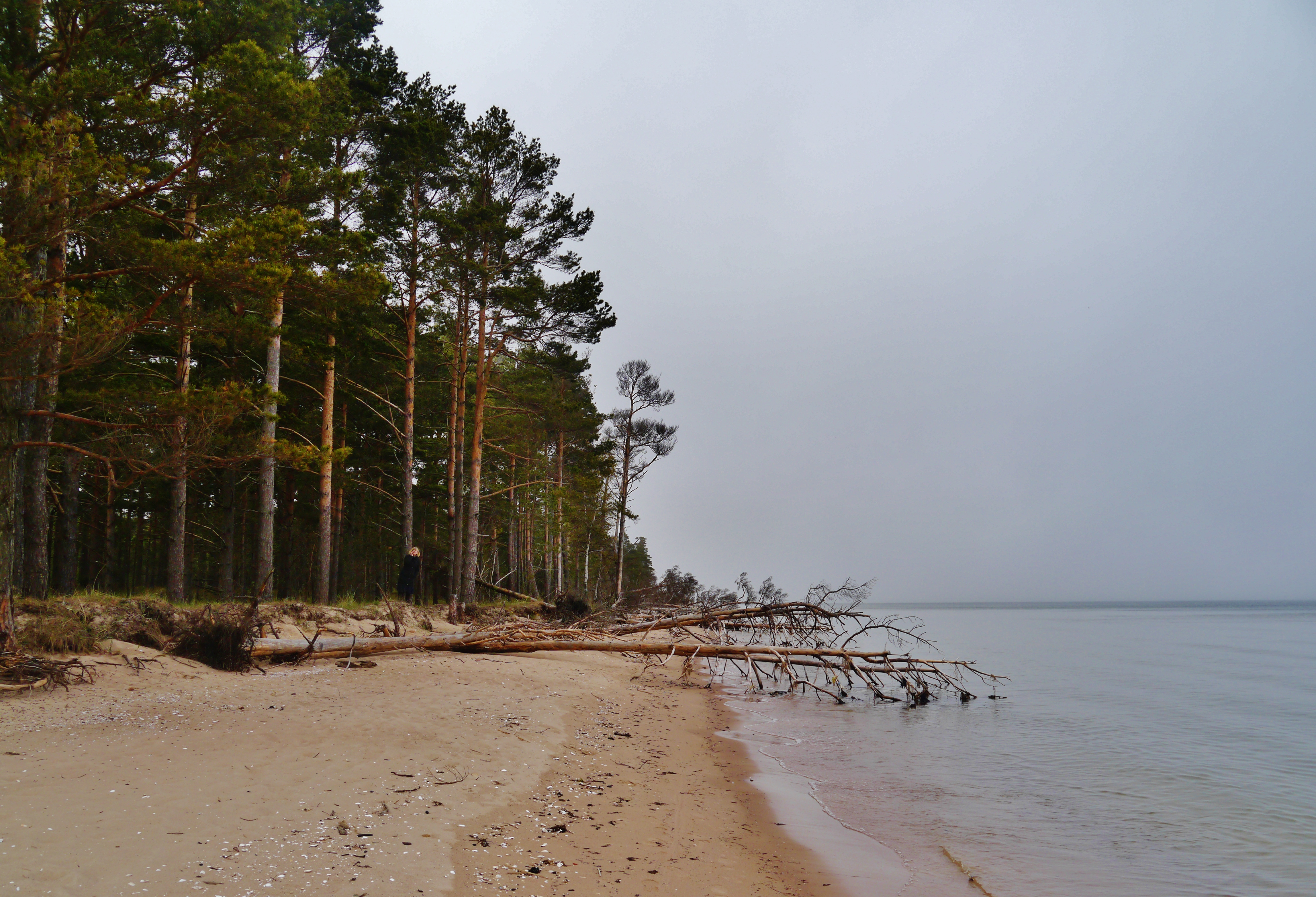
La costa livoniana nei pressi di capo Kolka

Il saldo controllo danese delle coste baltiche meridionali, unito alla mancanza pressoché totale di porti che non fossero isolati dal ghiaccio durante i mesi freddi, limitò gravemente la possibilità da parte della Svezia di inserirsi nella lotta per il predominio commerciale dell'Europa nord-orientale. Ciononostante, il Paese si affermò gradualmente in ambito economico grazie alle esportazioni di legname, ferro e soprattutto rame; il numero crescente di scambi permise, sia pur in maniera lenta, di allestire una flotta. Ritenendo troppo gravosa l'ipotesi di scontrarsi con la Danimarca, Stoccolma guardò a sud-est, in particolare a meridione del Golfo di Finlandia, e si convinse che la distanza geografica dai porti della Livonia non era poi così limitante. Qualche anno prima dello scoppio del conflitto, la Svezia aveva già cercato di espandersi in Livonia (un primo tentativo fu già compiuto secoli prima durante la crociata livoniana), ma l'intervento dello zar Ivan IV bloccò temporaneamente questa campagna espansionistica scatenando la guerra russo-svedese del 1554-1557, conclusasi con la pace di Novgorod.
Una volta soggiogata la Repubblica di Novgorod (1478) e quella di Pskov (1510), la Moscovia era giunta a lambire i confini orientali della Confederazione di Livonia e si era ulteriormente rafforzata dopo l'annessione dei khanati di Kazan' (1552) e di Astrachan' (1556). Lo scenario di un conflitto tra la Russia e le potenze occidentali appariva un rischio decisamente concreto, poiché essa voleva inserirsi nella disputa per il predominio dei commerci marittimi sul Baltico. Il nuovo porto di Ivangorod, costruito nel 1550 da Ivan IV sulla sponda orientale del fiume Narva, fu presto ritenuto poco adeguato per via delle acque poco profonde. Qualche anno dopo, lo zar chiese alla Confederazione livoniana il pagamento di circa 6 000 marchi per continuare ad amministrare il vescovado di Dorpat. Poiché secoli prima la Repubblica di Pskov impose il pagamento di questo tributo a Dorpat minacciandola di azioni di rappresaglia, Ivan IV ritenne questo vecchio obbligo ancora vigente e lo sfruttò come pretesto per poter ammassare delle truppe verso ovest. Alla fine, i livoniani promisero di pagare questa somma a Ivan entro il 1557, ma subirono delle minacce da Mosca quando tale accordo non fu rispettato, circostanza che pose fine ai negoziati in corso. Ivan comunicò in maniera inequivocabile che l'esistenza dell'Ordine sarebbe dipesa dall'accettazione o dal rifiuto del pagamento del tributo, proponendo un aut aut. Lo zar promise che, in caso di pagamento, la Russia si sarebbe impegnata a proteggere la Livonia militarmente qualora questa fosse stata attaccata da eserciti stranieri, oltre a ripristinare le relazioni pacifiche in corso prima di quest'incomprensione. Se tale proposta non fosse stata accettata, lo zar si disse pronto a invadere la Livonia con il suo esercito. A giudizio degli storici, era chiaro che Ivan si era già convinto a far marciare le sue truppe verso ovest, a prescindere dalla risposta che sarebbe stata recapitata dall'Ordine di Livonia. Le intenzioni russe erano quelle di stabilire un corridoio tra il Baltico e i nuovi territori conquistati sul Mar Caspio. Se davvero la Russia voleva concretizzare il suo obiettivo di inserirsi in modo stabile nelle reti di commercio europee, necessariamente bisognava guardare ai porti della Livonia.
Nel frattempo, molto a sud-ovest di Mosca, il re polacco e granduca lituano Sigismondo II Augusto si interessò particolarmente alle campagne militari russe. Se Mosca avesse soggiogato la Livonia, essa si sarebbe rafforzata a scapito dell'Unione polacco-lituana sia in termini di espansione territoriale sia in termini di maggiore controllo dei commerci. Per questo motivo, Sigismondo sostenne suo cugino Guglielmo di Brandeburgo, arcivescovo di Riga, nei suoi conflitti con Guglielmo di Fürstenberg, Gran maestro dell'Ordine di Livonia. Sigismondo sperava che la Livonia, proprio come il ducato di Prussia sotto il duca Alberto, si sarebbe col tempo convinta a diventare uno Stato vassallo della Polonia-Lituania. Guglielmo di Brandeburgo dovette affidarsi in larga misura ad alleati esterni, avendo ricevuto scarso supporto in Livonia. Tra i suoi pochi sostenitori livoniani c'era il landmarschall Jasper von Munster, con il quale pianificò di attaccare nell'aprile del 1556 i suoi avversari interni forte del quasi sicuro sostegno bellico di Sigismondo e di Alberto. In maniera inattesa, Sigismondo esitò e si astenne dal prendere parte ai preparativi, temendo che spostando le truppe a nord avrebbe lasciato esposto il Voivodato di Kiev a un attacco russo. Quando Fürstenberg venne a conoscenza dei piani di Guglielmo di Brandeburgo, guidò delle truppe nell'arcivescovado di Riga e nel giugno del 1556 catturò le principali roccaforti di Kokenhusen e Ronneburg. Mentre Jasper von Munster fuggì in Lituania, Guglielmo di Brandeburgo e Cristoforo di Meclenburgo furono catturati e detenuti ad Adsel e nel castello di Treiden. Ciò spinse una delegazione diplomatica a recarsi dal duca di Pomerania, dal re danese, dall'imperatore Ferdinando I d'Asburgo e al cospetto di alcuni nobili del Sacro Romano Impero pregandoli di intimare la liberazione dei prigionieri. Per risolvere il conflitto, si decise di concordare un incontro che avrebbe dovuto svolgersi il 1º aprile 1557 a Lubecca, ma in seguito la riunione fu annullata a causa degli screzi nati tra Sigismondo e gli invitati danesi. Adducendo come pretesto l'uccisione del suo messaggero Lancki compiuta dal figlio del Gran maestro, Sigismondo partì alla testa di un esercito di circa 80 000 unità per invadere la parte meridionale della Livonia. Nel settembre del 1557, il re costrinse le fazioni interne in lizza in Livonia a riconciliarsi nel suo accampamento a Pozvol (odierna Pasvalys). In quell'occasione fu firmato il trattato di Pozvol, ai sensi del quale fu stipulato un patto di mutua alleanza a scopo difensivo e offensivo in chiave anti-russa che avrebbe scatenato la guerra di Livonia.

## 1558-1562: scioglimento dell'Ordine di Livonia

### Invasione russa della Livonia

Mappa delle campagne in Livonia, 1558-1560

Nel 1554, la Moscovia, Stato precedessore del Regno russo, e la Livonia avevano firmato una tregua di quindici anni, ai sensi della quale la seconda si impegnava a non stringere alleanze con il Granducato di Lituania. Lo zar considerò l'accordo di mutua assistenza tra l'Ordine di Livonia e la Polonia-Lituania sancito dal trattato di Pozvol alla stregua di una grave minaccia e di una violazione dell'accordo del 1554, circostanza che spinse il neonato Regno russo, come l'aveva battezzato Ivan IV, a dichiarare guerra alla Livonia. Il 22 gennaio 1558 ebbe inizio l'invasione della regione baltica; le truppe russe furono accolte dai contadini locali come liberatori dal «giogo tedesco». Molte fortezze livoniane si arresero senza opporre resistenza, facilitando la conquista russa di Dorpat a maggio e di Narva a luglio. L'obiettivo successivo preso di mira dall'esercito di Ivan IV fu Reval, principale agglomerato urbano dell'Estonia. Sostenute da 1200 lanzichenecchi, 100 artiglieri e numerose munizioni giunte dal Sacro Romano Impero, le forze livoniane ripresero il comando di Wesenberg (Rakvere) e di altre roccaforti precedentemente perdute. La coalizione di soldati appena menzionata conseguì diversi successi anche in territorio russo, senza però riconquistare Dorpat, Narva e altre fortezze minori. La prima controffensiva russa fu guidata dal khan di Qasim Shahghali, assistito da altri due principi tartari alla testa di un esercito che includeva boiardi russi, tartari, cavalieri pomest'e e cosacchi, che a quel tempo erano perlopiù membri della fanteria. Nel gennaio del 1559, le forze russe invasero di nuovo la Livonia. Tra maggio e novembre fu firmata una tregua di sei mesi tra Livonia e Russia su spinta di quest'ultima, poiché impegnata in una serie di incursioni compiute in Crimea.
Bisognosa di aiuto contro i russi, la Livonia cercò appoggio esterno rivolgendosi dapprima all'imperatore Ferdinando I, sia pur invano, e poi alla Polonia e alla Lituania. Il Gran maestro von Fürstenburg fu destituito dalla sua carica perché ritenuto incompetente e venne sostituito da Gottardo Kettler. Nel giugno del 1559, Gottardo Kettler pose le terre livoniane sotto la protezione dell'Unione polacco-lituana a seguito della firma del primo trattato di Vilnius. Il sejm polacco rifiutò di ratificare questo concordato, ritenendo che avvantaggiasse solo il Granducato di Lituania. Nel gennaio del 1560, Sigismondo spedì l'ambasciatore Martin Volodkov alla corte di Ivan, a Mosca, nel tentativo di fermare la cavalleria russa che aveva ricominciato a imperversare nelle campagne della Livonia.

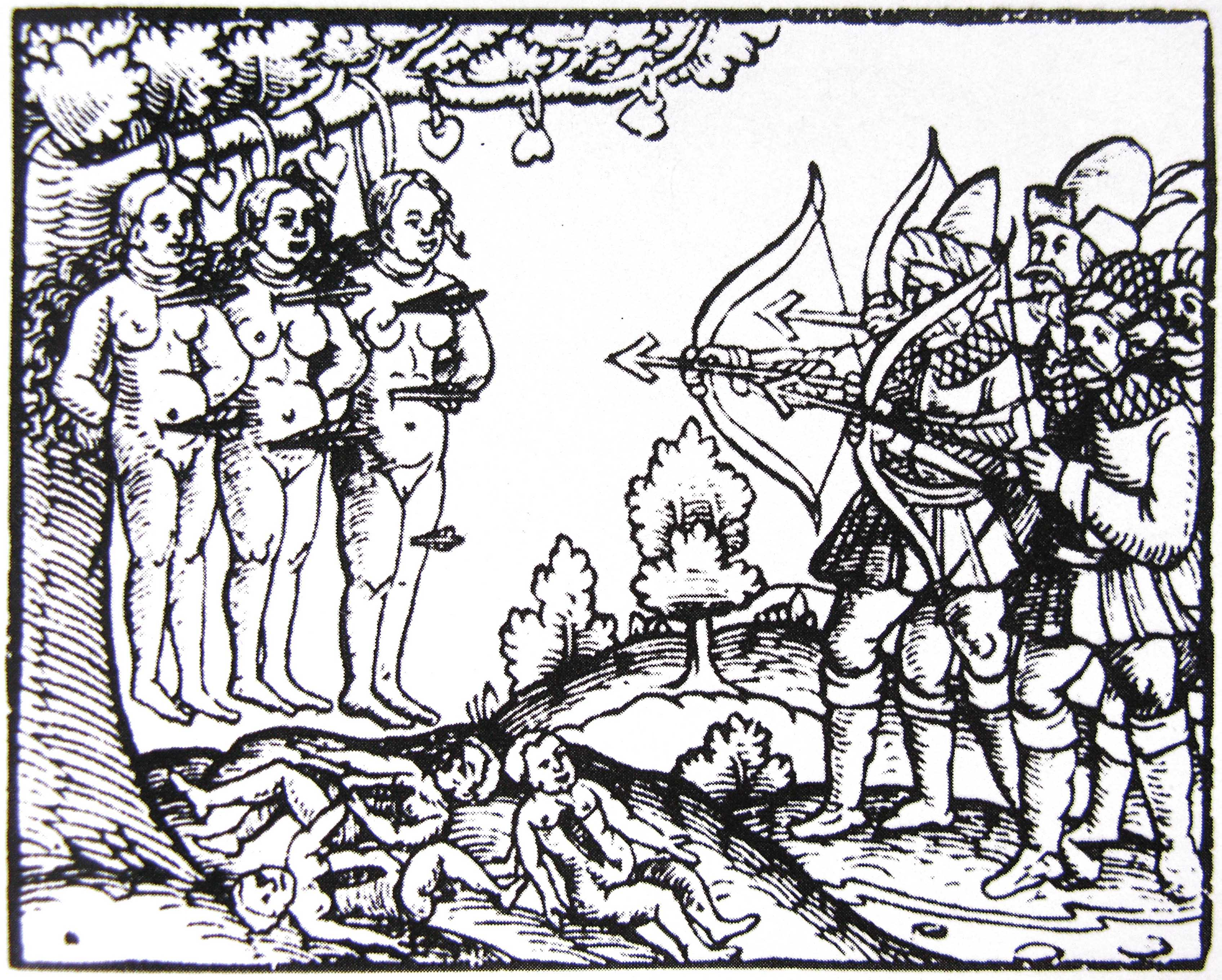
Atrocità russe in Livonia: nella raffigurazione, stampata sulla Zeyttung e pubblicata a Norimberga nel 1561, sono rappresentate donne nude utilizzate come bersaglio per gli arcieri e bambini sventrati a terra

Scaduta la pace richiesta dalla Russia per via delle lotte in corso in Crimea, Ivan tornò ad eseguire svariate incursioni in Livonia a cavallo tra il 1559 e il 1560. I successi russi furono favoriti dal ricorso a una strategia assai efficiente. Gli attacchi e le razzie venivano effettuati in aree rurali diverse e i moschettieri giocavano un ruolo chiave nella distruzione delle fragili difese, spesso realizzate in legno, anche grazie all'efficace supporto garantito dall'artiglieria. Malgrado le forze dello zar preservarono in maniera stabile importanti fortezze come Fellin (Viljandi), si rivelò più difficile presidiare o tentare di conquistare grandi città quali Riga, Reval o Pernau. I Cavalieri livoniani subirono una cocente sconfitta nella battaglia di Ergeme, avvenuta nell'agosto del 1560. La strada per invadere la Lituania settentrionale sembrava spianata, ma sorprendentemente alle truppe russe non fu ordinato di spostarsi dalle proprie posizioni. Alcuni storici hanno sostenuto che questo temporeggiamento si dovette al fatto che la nobiltà russa non fosse d'accordo su quando effettuare l'invasione.
Erik XIV, il nuovo re di Svezia, respinse le richieste di assistenza di Kettler e della Polonia. Il landmeister si rivolse così a Sigismondo in cerca di aiuto. Gottardo Kettler, il Gran maestro dell'Ordine livoniano, si rese conto che ormai il suo Stato appariva irrimediabilmente indebolito e abbandonato a se stesso. Per questo motivo, decise di annunciare lo scioglimento dell'ordine cavalleresco e accettò la sovranità della Polonia-Lituania sulla Confederazione livoniana; dal canto suo, Cracovia accettò che le terre amministrate da Kettler fossero secolarizzate e convertite in due Stati vassalli della Polonia-Lituania, il Ducato di Livonia e il Ducato di Curlandia e Semigallia. Va ricordato che la scelta compiuta da Kettler di abolire l'Ordine di Livonia, formalmente suggellata dalla firma del trattato di Vilnius nel 1561, si dovette anche per via della decisione del Gran maestro di convertirsi al luteranesimo. Nel documento veniva riconosciuto il Privilegium Sigismundi Augusti, in virtù del quale Sigismondo garantiva i privilegi precedentemente posseduti dalle fortezze livoniane e dai loro feudatari (il cui "insieme" di titoli e poteri era detto Indygenat). Inoltre, si affermava la libertà religiosa e la non automatica applicazione della confessione augustana, confermando infine l'impegno del re polacco a non apportare delle modifiche al sistema amministrativo creato dai tedeschi. Un'ulteriore previsione, da leggere in connessione con il riconoscimento della libertà religiosa, vietava qualsiasi regolamentazione dell'ordine protestante per mano di autorità clericali.
Alcuni membri della nobiltà lituana si opposero alla crescente ingerenza polacca sul Paese baltico, offrendo addirittura la corona lituana a Ivan IV. Lo zar pubblicizzò quanto più possibile questa notizia, sia perché prese sul serio l'offerta, sia perché aveva bisogno di tempo per rafforzare l'esercito impegnato in Livonia e la proposta permetteva di spostare le attenzioni generali altrove. Durante l'intero 1561, la tregua russo-lituana, la cui cessazione era prevista per il 1562, fu rispettata da entrambe le parti.

### Ruggini tra danesi e svedesi
In cambio di un prestito economico e della protezione garantita dalla corona danese, il 26 settembre 1559 il vescovo Johann von Münchhausen firmò un documento che conferiva a Federico II di Danimarca il diritto di nominare il vescovo di Ösel-Wiek. Inoltre, i possedimenti della diocesi venivano acquistati al costo di 30 000 talleri. Federico II nominò come vescovo suo fratello, il duca Magnus di Holstein, che si insediò nell'aprile del 1560. Magnus si rivelò una personalità molto ambiziosa, in quanto desiderava ritagliarsi una vasta autonomia decisionale. Consapevole che le azioni del duca di Holstein stessero creando delle frizioni con la Svezia, la Danimarca tentò di mediare la pace nella regione. Magnus continuò a perseguire i propri interessi, forte del sostegno militare della corona, acquisendo la Diocesi di Curlandia (ma senza il consenso di Federico); inoltre, cercò di espandersi in Harrien e nel Wierland (Harjumaa e Virumaa). Queste azioni non furono tollerate ed Erik entrò in aperta lotta con lui.
Nel 1561, quando giunsero le forze svedesi, le corporazioni nobili di Harrien, Wierland e Jerwen (Järva) decisero di sottomettersi alla Svezia, che istituì a quel punto il Ducato di Estonia. Anche Reval accettò l'autorità di Stoccolma. La Danimarca si era assicurata per secoli il dominio su una grande fetta del Baltico e la politica messa in atto dalla Svezia costituiva una minaccia. Il pericolo paventato da Copenaghen era infatti quello di venire estromessa da ogni scambio commerciale che poteva essere intrattenuto con la Russia. Nel 1561, Federico II si oppose apertamente alla presenza degli svedesi a Reval, sottolineando come la regione, per motivi storici (si veda Estonia danese), appartenesse alla Danimarca. Dopo che le forze svedesi fecero il loro ingresso a Pernau nel giugno del 1562, Erik XIV e i suoi diplomatici cominciarono a delineare un piano per conquistare Riga; era chiaro che Sigismondo, da poco divenuto il formale signore della Livonia, non avrebbe approvato.
Sigismondo mantenne stretti rapporti con il fratello di Erik XIV, Giovanni, duca di Finlandia (il futuro re Giovanni III). Nell'ottobre del 1562, Giovanni sposò la sorella di Sigismondo, Caterina, scongiurando in tal modo ogni eventualità che finisse in sposa a Ivan IV. Proprio quando Erik XIV suggellò il matrimonio, questi rimase sconvolto nel sapere che Giovanni aveva prestato a Sigismondo 120 000 riksdaler, divenendo il temporaneo proprietario di sette castelli in Livonia a garanzia del debito. Ne nacque un incidente diplomatico che portò alla cattura e all'imprigionamento di Giovanni nell'agosto del 1563 su ordine di Erik XIV. Per tale ragione, Sigismondo si alleò con la Danimarca e Lubecca contro Erik XIV nell'ottobre dello stesso anno. Il conflitto scoppiato in quel momento passò alla storia col nome di guerra delle tre corone.

## 1562-1570
L'intervento di Danimarca, Svezia, e Unione polacco-lituana in Livonia avviò un periodo di intense lotte per il predominio nel Baltico (dominium maris Baltici). Mentre i primi 12-24 mesi di guerra furono caratterizzati da intensi combattimenti, si visse un periodo meno vivace dal punto di vista bellico dal 1562 al 1570, al termine del quale i combattimenti, ancora una volta, ripresero con molta frequenza. La Danimarca, la Svezia e, sia pure solo per un certo frangente, anche la Polonia-Lituania furono contemporaneamente occupate nella guerra del nord dei sette anni (1563-1570), che si svolse soprattutto nel Baltico occidentale. Anche in questo conflitto, la Livonia rimase una regione dall'enorme rilevanza strategica. Nel 1562, la Danimarca e la Russia stipularono il trattato di Mozhaysk, in cui riconoscevano le reciproche rivendicazioni sulla Livonia senza che però questo compromettesse le relazioni pacifiche tra i due paesi. Nel 1564, Svezia e Russia conclusero una tregua di sette anni. Grosso modo quasi in contemporanea, sia Ivan IV sia Erik XIV mostrarono dei segnali di disturbo mentale. Il primo si ribellò contro parte della nobiltà ordinando una serie di esecuzioni passata alla storia come omicidi degli Sture; il secondo represse duramente alcuni abitanti ribellatisi nell'opričnina, il territorio direttamente sottoposto all'autorità dello zar, facendo piombare la Russia in uno stato di caos politico e guerra civile.

### Guerra russo-lituana

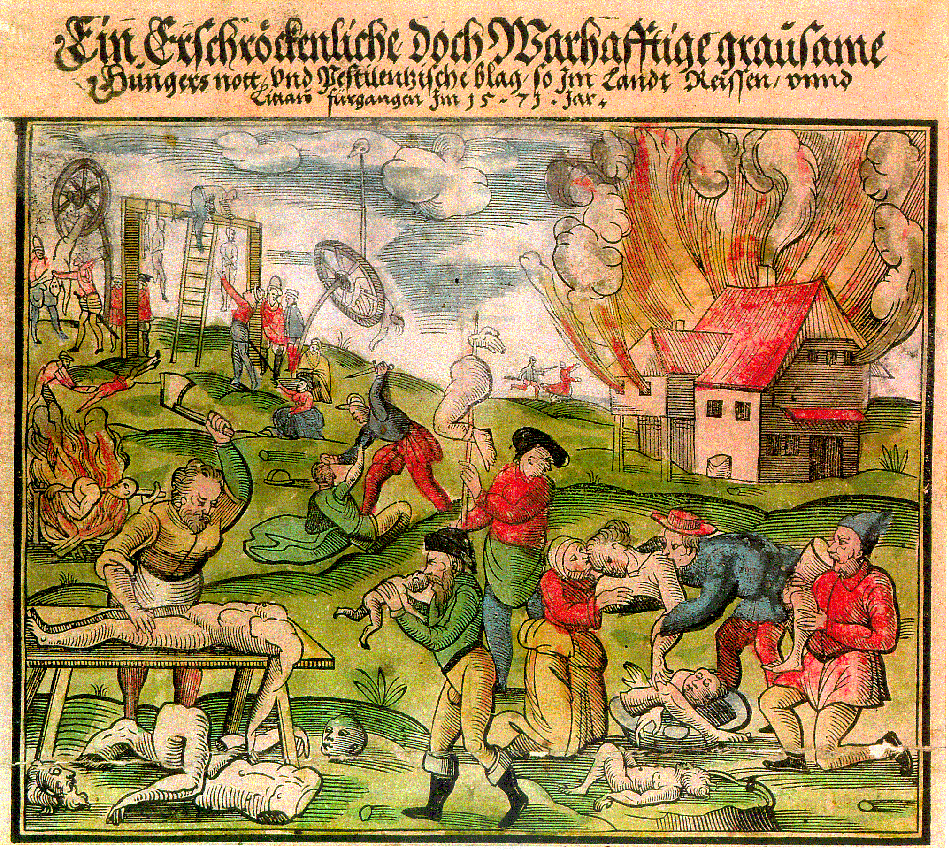
Episodio di cannibalismo compiuto in Lituania durante l'invasione russa del 1571 su una raffigurazione tedesca

Quando la tregua russo-lituana terminò nel 1562, Ivan IV respinse l'offerta di proroga avanzata da Sigismondo. Lo zar aveva sfruttato il periodo della tregua per invadere su vasta scala la Livonia, ma alla fine scelse di colpire prima la Lituania. Il suo esercito scorrazzò per Vicebsk e, dopo una serie di scontri ai confini, conquistò Polack nel 1563. Due importanti vittorie lituane si concretizzarono nella battaglia di Ula nel 1564 e a Čašniki (Czasniki) nel 1567. Ivan provò a riguadagnare terreno facendosi strada tra città e villaggi della Livonia centrale, ma fu fermato prima che raggiungesse la costa dalla Lituania. Le sconfitte di Ula e Czasniki, unite alla ribellione fomentata da Andrej Kurbskij, spinsero lo zar a spostare la sua capitale al Cremlino di Aleksandrov; l'opposizione fu repressa duramente dai suoi opričniki.
Alcuni ambasciatori lasciarono la Lituania alla volta di Mosca nel maggio del 1566. La Lituania si disse pronta a spartire la Livonia con la Russia, per poi, nel caso, scacciare la Svezia dalla zona. Questa mossa fu percepita dai consiglieri dello zar come un segno di debolezza, ragion per cui essi spinsero il sovrano ad effettuare una controproposta domandando ai baltici la cessione della Livonia intera, compresa Riga, così come della Curlandia e di Polock. La prospettiva di cedere il possesso di Riga e, conseguentemente, l'accesso al fiume Daugava turbò non poco i lituani, poiché gran parte del loro commercio dipendeva da quel passaggio, che era stato reso più sicuro grazie alla costruzione di diverse fortificazioni difensive. Poiché la situazione non si sbloccò, Ivan decise di presentare nuove richieste a luglio, domandando la cessione di Dorpat, Narva e persino Ösel, all'epoca in mano danese. A queste smoderate richieste la Lituania replicò chiedendo dieci di giorno per prendere una decisione. Mentre erano ancora in corso i negoziati, si tennero vari incontri in Russia (inclusa la prima riunione dello Zemskij sobor, l'"assemblea della terra") per discutere delle questioni di politica estera e interna in sospeso. Secondo le usanze del tempo, il clero era tenuto a «fornire dei suggerimenti» allo zar, mentre i boiardi dovevano limitarsi a «esprimere il proprio pensiero» sulla questione. Conclusosi il sobor, ovvero il concilio dei vescovi e dei rappresentanti della Chiesa ortodossa, uno dei partecipanti riferì l'esito delle conversazioni a Ivan IV e sottolineò la necessità di «non mutare» lo status di Riga, rinviando dunque un'eventuale progetto di conquista. Il clero non si pronunciò sull'ipotesi di proseguire o meno il conflitto. Al contrario, i boiardi si dimostrarono decisamente convinti sulla necessità di non suggellare una pace con la Lituania, ritenendo che l'unione tra Polonia e Lituania non poteva che essere considerata una minaccia costante. Si pensava che un'ipotetica pace, come paventavano i nobili, avrebbe di certo consentito ai lituani di riorganizzarsi e vanificato qualsiasi tentativo di espugnare la moderna capitale lettone. I colloqui bilaterali con la Lituania furono quindi interrotti e si eclissò qualunque prospettiva di intesa, con le ostilità che ripresero non appena gli ambasciatori baltici tornarono in Lituania.
Nel 1569, il trattato di Lublino unificò la Polonia e la Lituania nella Confederazione polacco-lituana. Il ducato di Livonia, legato alla Lituania in un'unione reale dall'unione di Grodno del 1566, passò sotto la sovranità congiunta polacco-lituana. Nel giugno del 1570 fu firmata una tregua di tre anni con la Russia. Sigimondo II, primo re e granduca della Confederazione, morì nel 1572 lasciando il trono polacco senza un chiaro successore per la prima volta dal 1382. Fu in questo contesto che si gettarono le premesse per le prime elezioni reali della Polonia-Lituania, con alcuni nobili baltici i quali, con la speranza di preservare l'autonomia del loro Granducato, proposero un candidato russo. Come suo solito, Ivan si dimostrò assai pretenzioso, avendo infatti chiesto la restituzione di Kiev, la conversione all'ortodossia del popolo e una monarchia ereditaria alla stregua di quella russa, designando come suo protetto in Lituania suo figlio Fëdor. L'elettorato rigettò queste richieste e preferì allora rivolgersi a Enrico III di Valois (Henryk Walezy), fratello del re Carlo IX di Francia.

### Guerra russo-svedese
Nel 1564, Svezia e Russia firmarono il trattato di Dorpat, ai sensi del quale la Russia riconosceva l'autorità della Svezia su Reval e altri insediamenti fortificati situati in Estonia, mentre la Svezia riteneva legittime sia le acquisizioni militari compiute dalla Russia durante la guerra in corso sia le pretese di Ivan IV sulla parte di Livonia amministrata dalla Polonia-Lituania. Nel 1565 fu inoltre sottoscritta una tregua dalla durata settennale tra i due Stati firmatari del trattato di Dorpat. Erik XIV fu detronizzato nel 1568 dopo che nell'anno precedente aveva ordinato, come già detto, l'esecuzione di diversi nobili (Sturemorden), venendo sostituito dal fratellastro Giovanni III. Ognuna delle due potenze aveva problematiche più urgenti da dirimere e desiderava evitare una costosa ed estenuante prosecuzione della guerra in Livonia. Ivan IV aveva richiesto che fosse inviata in Russia come prigioniera la moglie di Giovanni, la principessa polacca Caterina Jagellona, poiché la nobildonna era stata promessa allo zar in sposa dalla Confederazione polacco-lituana prima che maritasse il re svedese. Nel luglio 1569, Giovanni inviò una delegazione in Russia guidata da Paolo Juusten, vescovo di Åbo, che arrivò a Novgorod a settembre. Prima di raggiungere Mosca, si attese che vi facessero ritorno gli ambasciatori precedentemente inviati da Ivan in Svezia per risolvere la "questione Caterina" nel 1567. Ivan rifiutò di incontrare personalmente la delegazione, costringendola a negoziare invece con il governatore di Novgorod. Lo zar chiese agli ambasciatori svedesi di intrattenere i colloqui con il governatore come se fosse «il fratello del loro re», ma Juusten non acconsentì. Il governatore ordinò quindi di aggredire i membri della delegazione scandinava, di sottrarre loro vestiti, denaro e cibo e di costringerli a sfilare nudi per le strade. Benché gli svedesi avessero comunque intenzione di recarsi a Mosca, l'incontro non avvenne mai e la delegazione tornò in patria perché nello stesso momento Ivan IV e i suoi opričniki eseguirono il massacro di Novgorod, ordinato dallo zar per il timore che i boiardi della città lo stessero tradendo.

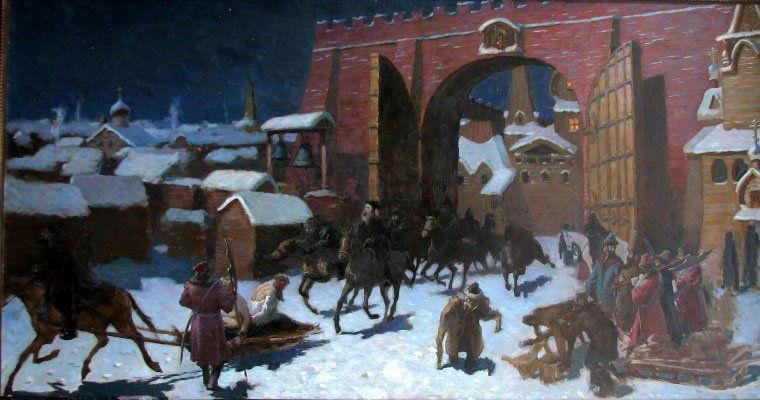
Gli opričniki in un dipinto di Vasili Judiakov del 1871

Al suo ritorno al Cremlino, nel maggio del 1570, Ivan rifiutò nuovamente di discutere con gli svedesi; inoltre, dopo la firma di una tregua di tre anni nel giugno 1570 con la Confederazione, il sovrano russo si liberò dal timore di proseguire i combattimenti con la Polonia e la Lituania. La Russia considerava la consegna di Caterina come condizione preliminare per qualsiasi accordo, e una seconda delegazione svedese, giunta nel frattempo ancora una volta a Novgorod, accettò di incontrarsi per discutere la questione. Secondo Juusten, durante l'incontro fu chiesto agli svedesi di rinunciare alle loro pretese su Reval, fornire 200/300 cavalieri quando Mosca lo avrebbe ritenuto necessario, pagare 10 000 talleri a titolo di risarcimento, cedere le miniere d'argento finlandesi situate vicino al confine con la Russia e consentire allo zar di fregiarsi del titolo di "Signore di Svezia". In seguito all'ultimatum avanzato da Ivan alla Svezia intimandola di cedere il territorio conquistato in Livonia, pena la prosecuzione della guerra, gli ambasciatori scandinavi abbandonarono le discussioni. Juusten non tornò subito in Svezia, forse con la speranza di intavolare nuovi e più sereni negoziati, mentre Giovanni respinse categoricamente le richieste di Ivan, causando la ripresa delle ostilità. Alla fine, tra le altre cose, Caterina Jagellona non fu mai consegnata alla Russia.

### Impatto della guerra dei sette anni del Nord
Le dispute tra Danimarca e Svezia portarono, come detto, alla guerra del nord dei sette anni nel 1563, conclusasi nel 1570 con il trattato di Stettino. Combattuta principalmente nella Scandinavia occidentale e meridionale, nel corso della guerra si assistette a grandi battaglie navali nelle acque del Baltico. Quando la fortezza di Varberg, battente bandiera danese, si arrese agli svedesi nel 1565, 150 mercenari danesi sfuggirono al successivo massacro della guarnigione e disertarono, avendo infatti acconsentito a fare il proprio ingresso nelle forze armate della Svezia. Tra questi uomini vi era Pontus de la Gardie, che in seguito divenne un comandante gialloblù di grande spessore nella guerra di Livonia. Anche quest'ultima regione fu colpita dalla campagna navale dell'ammiraglio danese Per Munck, che bombardò la Reval (Tallinn) svedese dal mare nel luglio 1569.
Il trattato di Stettino rese la Danimarca una realtà molto potente nel Nord Europa, sebbene Copenaghen non fosse riuscita a realizzare il suo sogno di ripristinare l'Unione di Kalmar. La serie di condizioni sfavorevoli insorte per la Svezia innescò una scia di conflitti che si sarebbe esaurita soltanto al termine della grande guerra del Nord del 1700-1721. In cambio di un'ingente somma in denaro che avrebbe dovuto sborsare l'imperatore del Sacro Romano Impero Massimiliano II, la Svezia si disse pronta a rinunciare ai suoi possedimenti in Livonia. Nonostante l'impegno assunto, Massimiliano non riuscì a saldare il debito promesso e perse la sua influenza sugli affari baltici. I termini previsti dall'intesa sul futuro della regione baltica si eclissarono e, subito dopo, la guerra di Livonia proseguì. Se si volesse analizzare la questione da un punto di vista russocentrico, il documento avrebbe consentito alle potenze coinvolte di creare una coalizione avversa allo zar Ivan, con il risultato che verosimilmente sarebbero state superate le acredini in corso tra gli Stati occidentali.

## 1570-1577: dominio russo e Regno di Livonia
Occupati dai russi nel 1570
     Occupati dai russi tra il 1572 e il 1577
     Occupati dai lituani

Mappa che mostra i territori delle forze russe e polacco-lituane, 1570-1577:
Occupati dai russi nel 1570
Occupati dai russi tra il 1572 e il 1577
Occupati dai lituani

Durante i primi anni del 1570, re Giovanni III di Svezia dovette preoccuparsi di respingere l'offensiva russa che stava procedendo nei suoi possedimenti in Estonia. Reval resistette a un assedio russo sia nel 1570 sia nel 1571, ma diverse città minori caddero in mano nemica. Il 23 gennaio un esercito svedese formato da 700 fanti e 600 cavalieri comandati da Clas Åkesson Tott (detto il Vecchio) si scontrò con un esercito russo-tartaro di 16 000 uomini comandato dal khan Sain-Bulat nella battaglia di Lode, combattuta presso Koluvere. La vittoria scandinava non arrestò le armate zariste, le quali si diressero a Weissenstein (Paide) nel 1573 e la saccheggiarono. In quell'occasione, dopo aver espugnato l'insediamento, le truppe arrostirono vivi alcuni capi della guarnigione svedese, incluso il comandante. Giovanni III reagì d'istinto e, servendosi di Wesenberg come testa di ponte, supervisionò i preparativi di una controffensiva che sarebbe stata caratterizzata da feroci rappresaglie. Da Wesenberg l'esercito partì nel novembre 1573 con Klas Åkesson Tott al comando generale e Pontus de la Gardie come comandante sul campo. Nel frattempo ebbero luogo delle incursioni russe anche in Finlandia, tra cui una eseguita a Helsingfors (Helsinki) nel 1572. Successivamente, nel 1575, fu firmata una tregua di due anni su questo fronte.

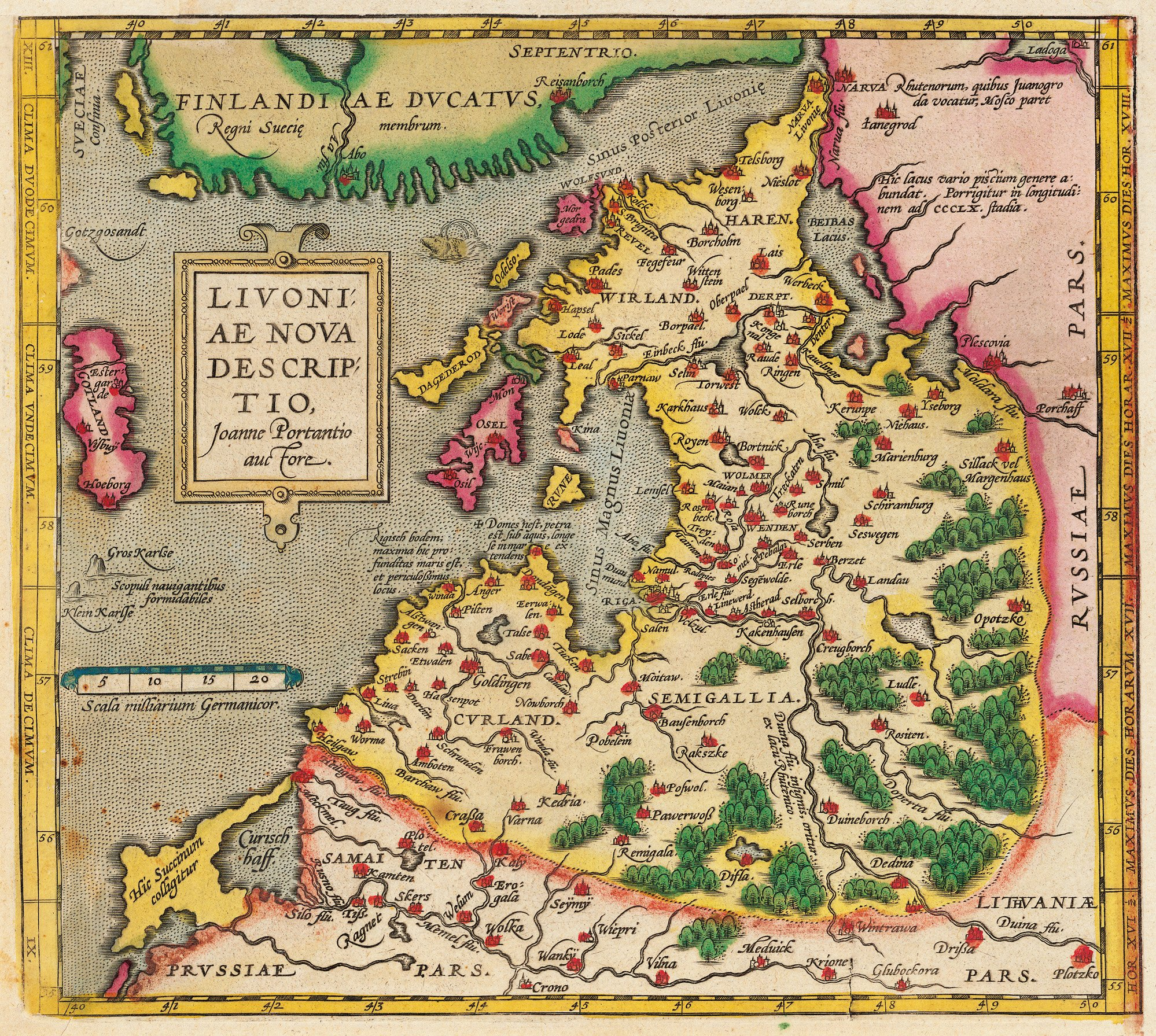
Mappa della Livonia nel 1573

La controffensiva di Giovanni III subì una battuta d'arresto in occasione dell'assedio di Wesenberg del 1574, quando alcuni mercenari scozzesi e tedeschi si rivoltarono l'uno contro l'altro. La causa di queste liti si dovette, secondo gli storici, alla grossa frustrazione causata dai combattimenti compiuti nel corso di inverni rigidissimi, con le principali sofferenze che furono avvertite dalla fanteria. La guerra in Livonia rappresentò un ingente esborso finanziario per le casse di Stoccolma e, alla fine del 1573, i mercenari tedeschi al soldo degli svedesi vantavano un credito pari a circa 200 000 riksdaler. Giovanni III consegnò loro i castelli di Hapsal, Leal e Lode a titolo di garanzia, ma quando comprese che nonostante gli sforzi non era in grado di pagare, decise di venderli alla Danimarca.
Nel frattempo, il duca Magnus di Holstein, unitosi all'esercito russo, si impegnò a guidare l'assedio di Reval, in mano svedese, ma incontrò diverse difficoltà. Il motivo principale alla base di questi intoppi si doveva all'assenza di supporto che avrebbero dovuto fornire suo fratello Federico II di Danimarca, ostile alla Svezia, e Ivan IV. L'attenzione dello zar era focalizzata altrove, mentre la riluttanza di Federico, forse, era dipesa dall'adozione di una politica estera pacifica che non prevedeva di prestare aiuto alle manovre di Magnus, il quale dal 1570 stava amministrando uno Stato cliente vassallo della Russia, il Regno di Livonia. L'assedio fu abbandonato nel marzo del 1571, circostanza che permise una maggiore libertà d'azione agli svedesi nel Baltico con l'appoggio passivo del re polacco Sigismondo, cognato di Giovanni.
In contemporanea ai combattimenti in Livonia del 1571, i tatari di Crimea approfittarono della dispersione delle truppe zariste e devastarono i territori russi, giungendo persino a bruciare e saccheggiare la capitale Mosca nell'ambito di una delle guerre russo-crimeane. La siccità e le epidemie avevano gravemente afflitto l'economia russa, mentre la gestione dell'opričnina, cioè di quel territorio direttamente sottoposto all'autorità dello zar, si era rivelata uno sconvolgimento amministrativo troppo grande e poco produttivo. In seguito alle disfatte riportate dai russi contro il Khanato di Crimea e l'Orda Nogai nel 1572, l'opričnina fu abolita e si decise di riformare il meccanismo di composizione degli eserciti russi. Ivan IV introdusse delle nuove norme in materia rinunciando al ricorso ai mercenari, come era invece consuetudine in Europa, e privilegiando l'arruolamento di decine di migliaia di truppe russe, cosacche e tartare, le quali si erano talvolta dimostrate in passato persino meglio addestrate.
La campagna pianificata da Ivan ai danni della Livonia poté beneficiare del massimo potenziale disponibile tra 1576 e 1577, quando 30 000 rinforzi russi giunsero nella regione. Queste truppe devastarono le poche aree in possesso danese e acquisirono diverse fortezze, tra cui Hapsal, Leal e Lode. In tempi assai brevi l'influenza danese in Livonia cessò, complice la serie di accordi che Federico II aveva stipulato con svedesi e polacchi e che ponevano fine alla parentesi danese nelle moderne Estonia e Lettonia. Le forze inviate dalla Svezia per assistere la guarnigione attiva a Reval, assediata dai russi, non sovvertirono l'esito dello scontro, terminato con una vittoria per Ivan. Le truppe dello zar ottennero un altro importante risultato assicurandosi Dünaburg (Daugavpils), nella Livonia centrale, formalmente sotto il controllo polacco-lituano ai sensi del trattato di Vilnius del 1561. Gli sconfitti furono costretti a sottomettersi a Ivan o al suo vassallo, Magnus, il re della Livonia. Quest'ultimo iniziò a prendere le distanze dalla strategia di cooperazione con Ivan IV durante lo stesso anno, in quanto cominciò ad appropriarsi di alcuni castelli di sua iniziativa, senza consultare lo zar. Quando Kokenhusen (Koknese) si sottomise a Magnus per evitare di combattere l'esercito di Ivan IV, lo zar saccheggiò la città e fece giustiziare i suoi comandanti tedeschi. La campagna si concentrò quindi su Wenden (Cēsis, Võnnu), "il cuore della Livonia", che non era importante soltanto da un punto di vista strategico, ma anche perché si trattava della vecchia capitale dell'Ordine di Livonia. Quando i russi riuscirono a espugnare il castello di Wenden, «il significato simbolico assunto dalla caduta della fortezza ebbe un impatto enorme».

## 1577-1583: sconfitta della Russia

### Alleanza e controffensiva svedese e polacco-lituana

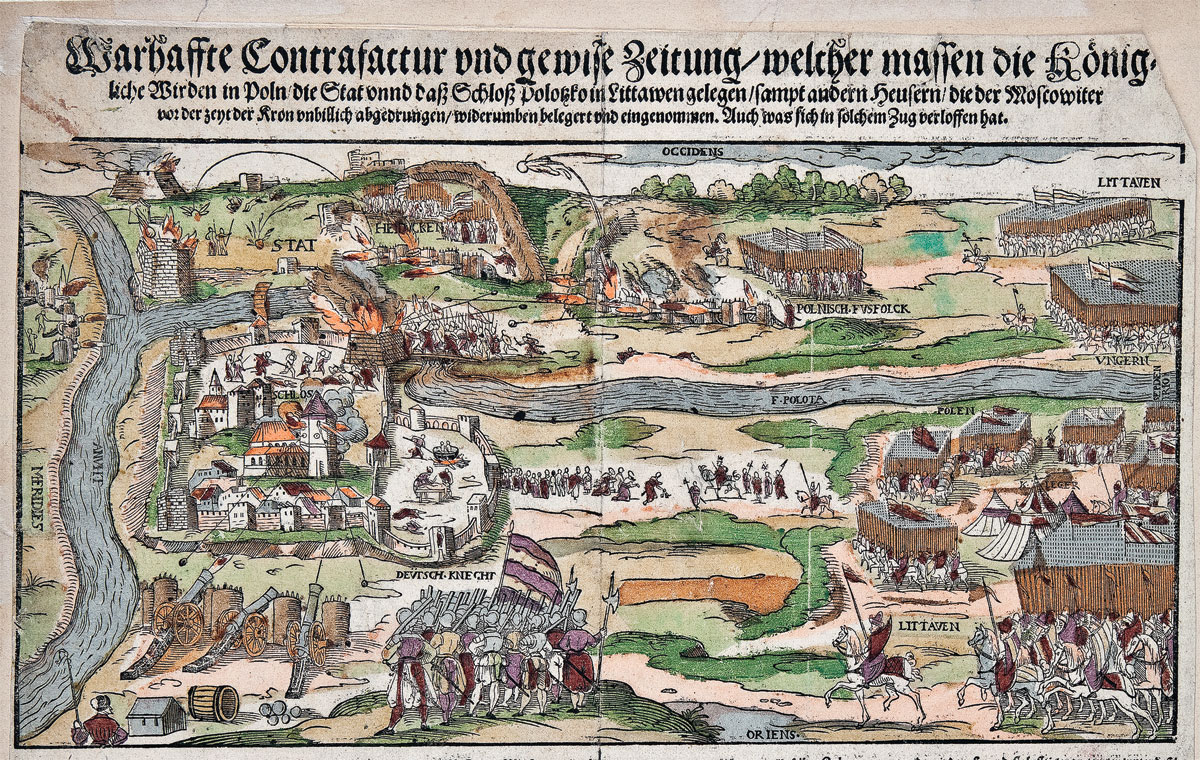
L'assedio di Polotsk (1579) in un'illustrazione contemporanea

Nel 1576, il principe di Transilvania Stefano I Báthory divenne re di Polonia e granduca di Lituania dopo un'elezione assai contestata che vedeva come principale rivale l'imperatore della casa d'Asburgo Massimiliano II. Sia Anna Jagellona, la consorte di Báthory, sia Massimiliano II furono nominati per ricoprire lo stesso trono nel dicembre del 1575, tre giorni prima di Stefano. Soltanto la morte prematura di Massimiliano, avvenuta nell'ottobre del 1576, impedì che la situazione politica degenerasse in una potenziale lotta armata.
Pur desiderando espellere Ivan IV dalla Livonia, Báthory fu costretto a preoccuparsi di una ribellione sostenuta economicamente dalla Danimarca scoppiata a Danzica, la quale negava la legittimità delle elezioni del nuovo sovrano e chiedeva maggiore autonomia. L'assedio di Danzica del 1577 che ne seguì terminò soltanto quando Báthory concesse ulteriori diritti alla città. In cambio, Danzica pagò un indennizzo a titolo di riparazione per i danni di guerra causati stimato in 200 000 złoty. Per ottemperare a una promessa fatta in passato dal re Sigismondo Augusto e al prezzo di 200 000 złoty, Stefano I Báthory nominò Giorgio Federico di Brandeburgo-Ansbach come reggente del Ducato di Prussia, ottenendo delle rassicurazioni sul supporto militare che Giorgio Federico avrebbe dovuto offrire nella campagna che si stava pianificando contro la Russia. A giudizio degli storici moderni, il prezzo pagato per ottenere questo supporto fu comunque elevato. Come se non bastasse, nonostante i suoi vassalli polacchi fossero tenuti a reclutare degli uomini per farli partecipare alla spedizione del re, Báthory poté contare sull'arrivo di pochi combattenti, motivo per cui fu costretto ad assoldare dei mercenari, principalmente provenienti dalla Polonia, dal Regno d'Ungheria, dal Regno di Boemia, dal Sacro Romano Impero e dalla Valacchia. Alla campagna in Livonia partecipò anche un contingente composto da guerrieri siculi.
Il re svedese Giovanni III e Stefano I Báthory si allearono contro Ivan IV nel dicembre del 1577, nonostante i problemi causati dalla morte di Sigismondo. Il suo decesso lasciava infatti insoluta la questione relativa alla ripartizione della dote ereditaria della moglie di Giovanni, Caterina. La Polonia rivendicò anch'essa la supremazia sull'intera Livonia, senza riconoscere alcuna pretesa territoriale svedese. Frattanto, i 120 000 riksdaler prestati nel 1562 non erano stati ancora restituiti, nonostante le migliori intenzioni di Sigismondo di saldare l'obbligazione.
A novembre, le forze lituane spintesi a nord avevano sottratto ai russi Dünaburg. Al contempo una forza congiunta polacco-svedese, unitasi quasi paradossalmente date le ruggini politiche, aveva conquistato la città e il castello di Wenden all'inizio del 1578. Le forze russe non riuscirono a riconquistare la città nel mese di febbraio. In seguito, l'offensiva svedese colpì, tra i centri principali, Pernau (Pärnu), Dorpat e Novgorod. A settembre, Ivan provò ad arginare l'avanzata inviando un esercito di 18 000 uomini che riuscì dapprima a riconquistare Oberpahlen (Põltsamaa), presidiata dagli svedesi, e che poi marciò verso Wenden. Giunto lì, l'esercito russo cinse d'assedio la città, ma non fu in grado di battere i circa 6 000 rinforzi tedeschi, polacchi e svedesi che erano arrivati a supporto delle sentinelle attive all'interno delle mura. Le varie battaglie di Wenden del 1577-1578 si conclusero con una vittoria per la coalizione anti-russa. In virtù delle gravi perdite subite, oltre di vari armamenti e cavalli, in quell'occasione l'esercito di Ivan IV riportò la prima gravissima sconfitta subita in terra livone.

Le campagne di Livonia di Stefano Báthory: la linea in grassetto segna il confine del 1600

Báthory spinse a più riprese per accelerare l'addestramento e l'arruolamento degli ussari; tale mossa rivoluzionò la cavalleria leggera e la rese una temibile arma di sfondamento, poiché prima, pur essendo stata modellata sulla base dell'esempio ungherese in battaglia, essa era dotata di pesanti armature e di lunghe lance che ne limitavano i movimenti. In contemporanea, ammodernò un sistema di artiglieria già efficace e reclutò dei cosacchi. Báthory radunò 56 000 guerrieri (di cui 30 000 provenienti dalla Lituania) allo scopo di eseguire un primo attacco ai danni della Russia a Polack, nell'ambito di una più ampia campagna in Livonia di Stefano Báthory. Poiché la retroguardia di Ivan presidiava Pskov e Novgorod per scongiurare il rischio di una possibile invasione svedese, la ridotta guarnigione presente a Polack capitolò il 30 agosto 1579. Báthory nominò quindi un fidato alleato e potente membro della sua corte, Jan Zamoyski, come guida di una forza composta da 48 000 unità (di cui 25 000 lituani); questi si diresse alle porte della fortezza di Velikie Luki e le penetrò con successo il 5 settembre 1580. Senza incontrare grossa resistenza, le guarnigioni attive a Sokol, Veliž e Usvjaty capitolarono nel giro di poco tempo. Nel 1581, Zamoyski assediò Pskov, una città ben fortificata e altrettanto ben difesa. Tuttavia, il sostegno economico garantito dall'erario polacco-lituano stava scemando e Báthory non riuscì ad attirare le forze russe di stanza in Livonia in campo aperto prima dell'inizio dell'inverno.
Il fallito assedio svedese di Narva nel 1579 aveva portato alla nomina del comandante in capo Pontus de la Gardie. Kexholm e Padise furono conquistate dai guerrieri svedesi nel 1580. L'anno successivo, in concomitanza con la caduta di Wesenberg, un esercito mercenario assunto dagli scandinavi ricatturò finalmente la strategica città di Narva (situata sull'odierno confine tra l'Estonia e la Russia). Un obiettivo in cui confidava Giovanni III di Svezia, poiché era ben consapevole del fatto che la Livonia poteva essere attaccata sia via terra che via mare, era quello di mettere alla prova la numericamente considerevole flotta a sua disposizione. Tuttavia, il timore polacco che a lungo termine la Svezia avrebbe potuto impossessarsi delle acque baltiche fece naufragare qualsiasi prospettiva di costituire una formale alleanza tra le due potenze. La strategia di De La Gardie si concentrò sulla necessità di vendicare con delle rappresaglie i precedenti massacri compiuti dai russi. Secondo la cronaca contemporanea di Balthasar Russow, furono 7 000 gli uomini uccisi dagli svedesi per ripicca. Una volta ripreso il controllo di Narva, De La Gardie costrinse alla resa anche Ivangorod, Jama e Kopor'e. Queste conquiste permisero alla corona di Stoccolma di assicurarsi il predominio su numerose terre della Livonia.

### Armistizio di Jam Zapolski e pace di Pljussa
Polonia-Lituania
     Ducati vassalli di Polonia-Lituania
     Russia
     Regno di Svezia
     Danimarca-Norvegia

Suddivisione politica della Livonia nel Seicento:
Polonia-Lituania
Ducati vassalli di Polonia-Lituania
Russia
Regno di Svezia
Danimarca-Norvegia

Temendo il peggio e non rendendosi conto che le forze polacco-lituane erano ormai stremate, nel 1582 Ivan chiese un armistizio. Le trattative che seguirono, condotte dal legato pontificio gesuita Antonio Possevino, portarono alla firma dell'armistizio di Jam Zapolski del 1582 tra la Russia e la Confederazione polacco-lituana. Questa tregua rappresentò una mezza umiliazione per lo zar, in primis perché da lui richiesta. In secondo luogo, stando a quanto sancito dall'accordo, la Russia doveva cedere tutte le terre della Livonia che ancora deteneva e la città di Dorpat alla Confederazione polacco-lituana. Infine, doveva promettere di rinunciare a qualsiasi pretesa su Polack. Nonostante queste gravose condizioni, si stabilì che tutti i territori sottratti agli svedesi, in particolare Narva, potevano essere mantenuti dai russi e che Velike Luki sarebbe stata restituita da Báthory allo zar. Possevino provò con uno sforzo titanico a prendere in considerazione le rivendicazione di Giovanni III, ma quando Mosca venne a conoscenza di tale intenzione essa propose immediatamente il suo veto, probabilmente avallato anche da Báthory. Dalla durata originariamente prevista di tre anni, l'armistizio non aveva la validità di un accordo di pace definitivo. La portata fu successivamente estesa fino al 1590, venendo poi prolungata per un decennio e rinnovata due volte, ovvero nel 1591 e nel 1601. Báthory fallì nei suoi tentativi di convincere la Svezia a rinunciare alle sue conquiste in Livonia, in particolare Narva.
Il 10 agosto 1583, Giovanni III pose fine alla guerra con la Russia stipulando con lo zar la pace di Pljussa. La Russia cedette Narva, Ivangorod e la maggior parte dell'Ingria agli svedesi. Durante i negoziati, la Svezia ebbe pretese non indifferenti sul territorio russo, inclusa Novgorod. Sebbene queste condizioni fossero state probabilmente avanzate per ottenere il maggior risultato possibile, non è del tutto da escludere che si fosse trattato di richieste che rispecchiassero le effettive aspirazioni scandinave sulla Russia occidentale.

## Conseguenze
Dopo la guerra, la porzione del Ducato di Curlandia e Semigallia situata a sud del fiume Düna (Daugava) conobbe un periodo di stabilità garantito dal trattato di Vilnius del 1561, successivamente soppiantati dalla Formula regiminis e dagli Statuta Curlandiae del 1617. I due provvedimenti concedevano ai nobili locali ulteriori diritti a discapito del duca. A nord della Düna, Báthory ridusse i privilegi che Sigismondo aveva concesso al Ducato di Livonia, considerando i territori riconquistati alla stregua di un bottino di guerra. I privilegi di Riga, riconosciuti già in epoca basso-medievale e spesso calpestati dall'Ordine di Livonia e dal clero, erano stati ridotti una prima volta dal trattato di Drohiczyn del 1581. Nell'ambito di un processo di "polonizzazione", il polacco sostituì gradualmente il tedesco come lingua amministrativa e l'istituzione dei voivodati ridusse l'influenza ancora esercitata dai tedeschi del Baltico. Il clero locale e i gesuiti in Livonia cercarono di applicare la controriforma in un processo coadiuvato da Báthory, il quale riconsegnò alla Chiesa cattolica entrate e proprietà confiscate in precedenza dai protestanti e avviò una campagna di reclutamento, in gran parte infruttuosa, dei coloni cattolici. Nonostante queste misure, la popolazione non si convertì in massa, mentre nel frattempo diversi possedimenti locali furono alienati.

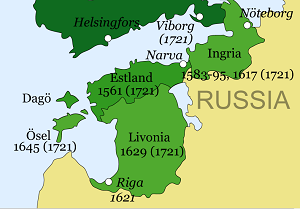
Mappa che mostra i domini svedesi nel Baltico dal 1560 al 1721. Le date indicano anno dell'occupazione (fuori dalle parentesi) e quello della perdita (in parentesi)

Nel 1590, a sette anni di distanza dalla sua stipula, la pace di Pljussa cessò di esercitare i suoi effetti e i combattimenti tra le due potenze firmatarie ripresero con la guerra russo-svedese del 1590-1595, conclusasi con la pace di Teusina. In base a quest'intesa, la Svezia dovette cedere nuovamente l'Ingria e Kexholm al Regno russo. L'alleanza svedese-polacca iniziò a sgretolarsi quando il re polacco e granduca di Lituania Sigismondo III, che in quanto figlio di Giovanni III di Svezia (morto nel 1592) e di Caterina Jagellona era il legittimo pretendente al trono di Stoccolma, incontrò l'opposizione di una fazione capeggiata da suo zio, Carlo di Södermanland (il futuro Carlo IX), il quale rivendicava per sé la corona di Svezia. Nello Stato scandinavo scoppiò così una guerra civile nel 1597, seguita dalla cosiddetta guerra contro Sigismondo del 1598-1599 conclusasi con la deposizione di quest'ultimo su imposizione del riksdag svedese.
I nobili locali si rivolsero a Carlo IX invocando la sua protezione nel 1600, quando il conflitto si spostò in Livonia, dove Sigismondo aveva cercato di incorporare l'Estonia svedese nel ducato di Livonia. Il sovrano espulse le forze polacche dall'Estonia e invase il Ducato di Livonia provocando la guerra polacco-svedese dal 1600 al 1611, uno dei primi conflitti polacco-svedesi. Allo stesso tempo, a partire dal 1598, la Russia fu coinvolta in una guerra civile per il trono rimasto vacante (cosiddetto "periodo dei torbidi"); protrattasi per diversi anni, questa lotta scatenò un lungo periodo di anarchia. Con l'ambiziosa speranza di sottrarre del territorio al suo nemico e di rendere Mosca un suo vassallo, la Confederazione polacco-lituana attaccò militarmente la Russia nel 1605 provocando la guerra polacco-moscovita; il conflitto terminò nel 1618 ma, nonostante alcune conquiste territoriali, Cracovia non riuscì nel suo intento originario.
Le forze di Carlo IX furono espulse dalla Livonia dopo le due grosse sconfitte riportate rispettivamente nella battaglia di Kircholm del 1605 e nella battaglia di Klušino del 1610. Durante la guerra d'Ingria del 1610-1617, il successore di Carlo Gustavo II Adolfo riprese nuovamente possesso dell'Ingria e di Kexholm, le quali furono formalmente cedute alla Svezia ai sensi della pace di Stolbovo del 1617 assieme alla maggior parte del Ducato di Livonia. Sempre nel 1617, quando la Svezia superò gli anni immediatamente successivi alla guerra di Kalmar del 1611-1613 intrapresa contro la Danimarca-Norvegia, Stoccolma riconquistò diverse città della Livonia, ma solo Pernau rimase sotto il suo controllo a seguito una controffensiva polacco-lituana. Quest'operazione militare scatenò la guerra polacco-svedese del 1617-1618. Una seconda campagna provocata dagli svedesi, la guerra polacco-svedese del 1621-1625, si concluse con una vittoria per gli scandinavi, portando alla cattura di Riga nel 1621 e all'allontanamento dell'esercito polacco-lituano dalla maggior parte della Livonia, dove fu costituita la Livonia svedese. Le forze svedesi avanzarono poi più a sud, insediandosi stabilmente nella Prussia reale, e la Confederazione fu costretta ad accettare le acquisizioni svedesi in Livonia nel trattato di Altmark del 1629.
La provincia danese di Øsel fu ceduta alla Svezia ai sensi della pace di Brömsebro del 1645, l'evento conclusivo della guerra di Torstenson che a sua volta rientrava nella guerra dei Trent'anni. Una simile ridefinizione del quadro geopolitico fu ribadita dal trattato di Oliva e dal trattato di Copenaghen, entrambi siglati nel 1660. La situazione rimase invariata fino al 1710, quando ebbe luogo la resa dell'Estonia e della Livonia alla Russia durante la grande guerra del Nord; questo cambiamento di autorità fu infine formalizzato nel trattato di Nystad (1721).